# Targitao
En la mitología griega, Targitao (griego antiguo: Ταργιτάου) fue el primer rey de los escitas. Era hijo de Zeus (Papeo) y una hija del río Borístenes de Escitia, actualmente conocido como el río Dniéper en la Ucrania moderna.
Heródoto diserta acerca de Targitao, a saber: «Y por cierto que, al decir de los escitas, su pueblo es, de todos los del mundo, el más reciente; tuvo el siguiente origen: en aquella tierra, a la sazón desierta, nació un primer hombre, cuyo nombre era Targitao. Y aseguran —aunque, a mi juicio, sus palabras no son dignas de crédito, si bien eso es lo que, en cualquier caso, dicen— que los padres del tal Targitao fueron Zeus y una hija del río Borístenes. Con semejante progenie contó, pues, Targitao, que, a su vez, tuvo tres hijos: Lipoxais, Arpoxais y Colaxais, que era el benjamín. Durante el reinado de los tres hermanos, se precipitaron de lo alto del cielo unos objetos de oro (en concreto, un arado, un yugo, una sagaris y una copa), que cayeron en Escitia».